# IBM 항공 보잉 737 격추 사건
2025년 5월 3일, IBM 항공이 운항하던 화물 보잉 737-290C 어드밴스드가 수단 내전 중 수단군(SAF)에 의해 냐알라 공항에서 격추되었다. 이 항공기는 신속지원군(RSF)에게 군사 무기와 보급품을 운송하는 것으로 의심되어 격추되었다. 항공기에 탑승한 20명 전원이 사망했다. 이번 격추 사건으로 인해 케냐가 내전에서 RSF를 지원하고 있다는 의혹이 커졌다.

## 배경

### 항공사
IBM 항공은 케냐의 화물 항공사로, 케냐의 신생 항공사 중 하나이다. 부동산, 환대, 무역 분야에 다양한 이해관계를 가진 소말리인 사업가가 단독으로 이 항공사와 연관되어 있다. 항공사에 대한 정보는 온라인에 많지 않다. 항공사는 격추 사건 이후 아무런 성명도 발표하지 않았다.

### 항공기
사고 항공기는 보잉 737-290C 어드밴스드, MSN 22577/760이었다. 항공기 등록기호는 5Y-CKD였으며 IBM 항공이 운항했다. 이 항공사는 이 항공기 한 대만을 운용했다. 이 항공기는 1981년에 제조되었으며 IBM 항공은 2024년 3월 14일에 이 항공기를 인수했다. 케냐 민간항공국(KCAA)은 알 수 없는 이유로 이 항공기의 케냐 내 운항을 금지했다.

### 승객 및 승무원
| 국적         | 승객 | 승무원 | 총계 |
| ------------ | ---- | ------ | ---- |
| 케냐         | —    | 1      | 1    |
| 남수단       | —    | 1      | 1    |
| 아랍에미리트 | 18   | —      | 18   |
| 총계         | 18   | 2      | 20   |

항공기에는 아랍에미리트 국적자 18명, 남수단인 조종사 1명, 케냐인 조종사 1명이 탑승하고 있었다.
비행의 기장은 52~53세의 케냐인 조종사 마이클 조지 올루치 냐모디였다. 그는 이전에 수단과 차드의 고위험 공역에서 비행을 수행한 경험 많은 케냐인 조종사였다. 적대적인 공역을 항해하는 그의 경험은 지역 항공계에서 그를 잘 알려지게 했다. 냐모디는 비행에 대한 열정이 있는 것으로 여겨졌고 유니폼에 네 줄 견장을 달고 있었다. 그는 1972년에 태어났으며 한때 남수단에서 항공 규칙 위반으로 구금된 적이 있다. 그는 케냐 대통령 윌리엄 루토의 변호사, 폴 냐모디의 형제였다.
부기장은 남수단인 조종사 샘슨 오하이데였다. 그는 남수단 조종사 협회 사무총장이자 남수단 인민방위군(SSPDF) 소속 조종사이기도 했다.

## 피격
항공기는 남수단 당국으로부터 72시간 착륙 허가를 잠시 받았다. 남수단 와우에서 운항 중 일시적으로 구금되었다. 이 항공기가 드론을 싣고 있었다고 보고되었다. 또한 RSF에 군사 무기와 보급품을 운송하는 것으로 의심되었다. 냐알라는 RSF가 통제하고 있으며, 이 도시에 있는 공항을 군사 장비 수송에 사용한다. 항공기가 냐알라 공항에 착륙을 준비할 때, RSF에 보급품을 공급한다는 의심으로 SAF의 포격에 맞아 격추되었다. 격추로 인해 항공기에 탑승한 20명 전원이 사망했다.

## 여파
이번 격추 사건은 케냐가 RSF를 지원하고 있다는 증거로 사용되었다. 수단의 과도 주권 위원회 부통령 말리크 아가르는 2025년 3월 14일 케냐 대통령 윌리엄 루토가 RSF를 지원하고 있다고 비난하는 서한을 보냈다. 케냐 정부는 여러 차례 RSF의 사령관인 모하메드 함단 다갈로를 국회의사당에 초청했다. 이번 격추 사건으로 수단과 케냐 간의 관계는 긴장되었다.
이번 격추 사건에 케냐인 조종사가 연루된 후, 케냐에서는 외국 단체에서 일하는 케냐인 조종사의 개입에 대한 논쟁이 촉발되었다. 케냐의 외교부는 냐모디 기장의 사망에 대해 어떠한 성명도 발표하지 않았다. 시민 사회 단체와 항공 노조는 냐모디가 케냐 정부로부터 공식 계약이나 사적인 계약에 따라 행동했는지에 대한 해명을 요구했다. 옹호 단체들은 케냐 당국이 냐모디 가족을 지원하고 격추 사건에 대한 성명을 발표할 것을 촉구했다.
남수단인 조종사 오하이데가 격추 사건으로 사망한 후, 남수단 관리들은 시민들에게 수단 내전에 참여하지 말라고 경고했다. 남수단 정부는 오하이데가 왜 분쟁 지역으로 비행했는지에 대해 언급하지 않았다. 오하이데의 시신은 수습되지 않았다.
냐모디의 시신은 차드로 옮겨진 후 케냐로 송환되었다. 그의 추모 미사는 세인트 프랜시스 ACK 교회에서 열렸다. 케냐 국회의원 사무엘 아탄디는 냐모디 기장의 가족 집을 방문하여 그의 죽음에 대해 위로와 애도를 표했다.

## 같이 보기
- 2024 다르푸르 일류신 Il-76 격추 사건
- 민간 항공기 격추 사건 목록